# Campeonato Acreano 2007
In 2007 werd het 78ste Campeonato Acreano gespeeld voor clubs uit de Braziliaanse staat Acre. De competitie werd georganiseerd door de Federação de Futebol do Estado do Acre en werd gespeeld van 25 maart tot 10 juni. Er werden twee toernooien gespeeld, omdat Rio Branco beide won was er geen finale om de titel nodig. 

## Eerste toernooi
| Plaats | Club          | Wed. | W | G | V | Saldo | Ptn. |
| ------ | ------------- | ---- | - | - | - | ----- | ---- |
| 1.     | Rio Branco    | 6    | 5 | 1 | 0 | 25:5  | 16   |
| 2.     | Andirá        | 6    | 3 | 2 | 1 | 7:5   | 11   |
| 3.     | ADESG         | 6    | 2 | 2 | 2 | 11:15 | 8    |
| 4.     | Vasco da Gama | 6    | 2 | 2 | 2 | 9:13  | 8    |
| 5.     | Independência | 6    | 2 | 1 | 3 | 8:9   | 7    |
| 6.     | Atlético      | 6    | 1 | 1 | 4 | 5:8   | 4    |
| 7.     | São Francisco | 6    | 1 | 1 | 4 | 5:15  | 4    |

|  | Geplaatst voor finale |

## Tweede toernooi
| Plaats | Club          | Wed. | W | G | V | Saldo | Ptn. |
| ------ | ------------- | ---- | - | - | - | ----- | ---- |
| 1.     | Rio Branco    | 6    | 5 | 1 | 0 | 22:6  | 16   |
| 2.     | Andirá        | 6    | 3 | 2 | 1 | 6:2   | 11   |
| 3.     | São Francisco | 6    | 3 | 1 | 2 | 7:10  | 10   |
| 4.     | Vasco da Gama | 6    | 2 | 0 | 4 | 9:11  | 6    |
| 5.     | Independência | 6    | 2 | 0 | 4 | 8:10  | 6    |
| 6.     | Atlético      | 6    | 2 | 0 | 4 | 6:12  | 6    |
| 7.     | ADESG         | 6    | 2 | 0 | 4 | 7:14  | 6    |

|  | Geplaatst voor finale |

## Totaalstand
| Plaats | Club          | Wed. | W  | G | V | Saldo | Ptn. |
| ------ | ------------- | ---- | -- | - | - | ----- | ---- |
| 1.     | Rio Branco    | 12   | 10 | 2 | 0 | 47:11 | 32   |
| 2.     | Andirá        | 12   | 6  | 4 | 2 | 13:7  | 22   |
| 3.     | Vasco da Gama | 12   | 4  | 2 | 6 | 18:24 | 14   |
| 4.     | ADESG         | 12   | 4  | 2 | 6 | 18:29 | 14   |
| 5.     | São Francisco | 12   | 4  | 2 | 6 | 12:25 | 14   |
| 6.     | Independência | 12   | 4  | 1 | 7 | 16:19 | 13   |
| 7.     | Atlético      | 12   | 3  | 1 | 8 | 11:20 | 10   |

|  | Kampioen, geplaatst voor Série C 2007 en Copa do Brasil 2008 |

### Kampioen
| Campeonato Acreano de 2007      |
| Acre                            |
| ------------------------------- |
| RIO BRANCO Kampioen (39° titel) |